# お台場レインボーステーション

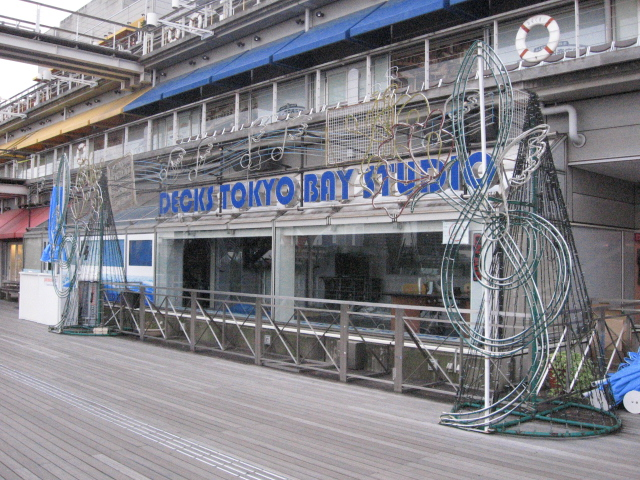
番組の生放送が行われていたデックス東京ベイスタジオ（東京・台場）

お台場レインボーステーション（おだいばレインボーステーション）は、ミュージックバード・SPACE DIVAで放送されている番組。2007年4月から2021年12月までは、「サテライトボイス in お台場 ODAIBA RAINBOW STATION（サテライトボイス イン おだいば オダイバ レインボー ステーション）」というタイトルだった。
全国67局のコミュニティFM局でもネットされている。かつてはデックス東京ビーチのサテライトスタジオより生放送されていたが、現在はTOKYO FMが本社を構える半蔵門・FMセンター4Fのミュージックバード専用スタジオより生放送している。（番組内では「TOKYO FMミュージックバードスタジオ」と呼称しているが、TOKYO FMでの放送はない。）また、CAN SYSTEMにて専用チャンネルも開始され、3時間の番組を24時間リピート放送。金曜日の放送は、フジテレビラボLLCが運営する動画サイトワッチミー!TV内の「お台場チャンネル」にて動画のライブ配信をしている。
2022年1月7日の放送からタイトルを「お台場レインボーステーション」に変更し、14年9ヶ月ぶりに初期のタイトルへ回帰された。

## 概要
上野智子、土谷映未をメインパーソナリティとして、シーサイドイメージガールズがお台場についてのトークや音楽を繰り広げる。

### 放送時間
お台場レインボーステーション
- {stub}～2006年7月28日 - 毎週金曜日 17:00～19:00（JST）
- 2006年8月4日～2007年3月31日 - 毎週金曜日 17:00～19:00、毎週土曜日 22:00～23:55（JST）
- 2022年1月7日～現在 - 毎週金曜日 20:00～20:55（JST）

サテライトボイス in お台場 ODAIBA RAINBOW STATION
- 2007年4月6日～2010年12月25日 - 毎週金曜日 20:00～20:55、毎週土曜日 22:00～23:55（JST）
- 2011年1月7日～2011年3月26日 - 毎週金曜日 20:00～20:55、毎週土曜日 22:00～23:30（JST）
- 2011年4月1日～2013年12月28日 - 毎週金曜日 20:00～20:55、毎週土曜日 22:00～23:55（JST）
- 2014年1月3日～2021年12月31日 - 毎週金曜日 20:00～20:55（JST）

### 過去のパーソナリティ
- 西山紗織
- 杉元聖子（ワッチミーナ）
- 城山未帆
- 新倉彩子
- 大河原あゆみ
- デックス東京ベイスタジオイメージガールズ

## タイムテーブル
（2008年4月）
金曜日
- 20:00-20:05 オープニング
- 20:05-20:20 「お台場ワンダーランド」
- 20:20-20:45 ウィークリーパーソナリティ
  - 第1週 「毎週旬なゲストをパーソナリティに迎える」
  - 第2週 「バニラビーンズ」
  - 第3週 「Spiritの元気魂 in お台場」
  - 第4週 「灼熱のえちうらじお」
- 20:45-20:55 エンディング

土曜日
- 22:00-22:05 オープニング
- 22:05-22:15「お台場ワンダーランド」
- 22:15-22:30 「キワドイ日本語劇場」
- 22:30-22:45 「MARIKOのお部屋」
- 22:45-23:00 「AKB48のお台場ファイティーン」
- 23:00-23:30 「神田亜紀のRAINBOW CARAVAN」
- 23:30-00:00 「川辺保弘のMusic Hot Flavor」

（2011年）
金曜日
- 20:00-20:10 オープニング＆レインボーエクスプレス
- 20:10-20:20 「お台場ワンダーランド」
- 20:20-20:45 ウィークリーパーソナリティ
  - 第1週・第4週 「毎週旬なゲストをパーソナリティに迎える」
  - 第2週 「バニラビーンズの週末ラジオ 略してSMR」
  - 第3週 「國府田マリ子のレインボービーム!!」
- 20:45-20:55 エンターテイメントコーナー・エンディング

土曜日
- オープニング＆レインボーエクスプレス
- 「お台場ワンダーランド」
- 「キワドイ日本語講座」
- 「神田亜紀のRAINBOW CARAVAN」
- 「川辺保弘のMusic Hot Flavor」

## コーナー
金曜日
- お台場ワンダーランド

お台場の、オススメショップ、アミューズメントスポット、穴場デートスポットなどを紹介。
- 毎週ゲストを迎える（担当:ゲスト）

- バニラビーンズ（担当:バニラビーンズ）

- Spiritの情熱魂 in お台場（担当:Spirit）

- 灼熱のえちうらじお（担当:えちうら）

土曜日
- アップトゥお台場（担当:イメージガール）

- キワドイ日本語劇場（担当:ランディ・マッスル、デビット・ホセイン）

- 7 COLORS MUSIC（担当:イメージガール）

毎週テーマに合わせた７曲をセレクト。
- 神田亜紀のRAINBOW CARAVAN（担当:神田亜紀）

毎週ニューカマーアーティストを迎えて紹介。
- 川辺保弘のMusic Hot Flavor（担当:川辺保弘）

川辺保弘が、アーティストを迎え、新曲、ライブ、最新情報などを紹介。

### 過去のコーナー
- 城山未帆のひとりごと（担当:城山未帆）

城山未帆が、流行のライフスタイルを取り上げ、城山流に提案。
- お台場風水開運法（担当:成合弘）

成合弘が、風水開運法を送る。
- Waiiba Tokyo New Arrival（担当:相川まどか）

最新ファッション情報を紹介。
- Waiiba Radio Tokyo（担当:マジェスティック東京）

- ブランニューソング

新譜をピックアップし、紹介する。
- 月刊僕道1号（担当:僕道1号）

- つきよみのハイカラ☆横丁（担当:つきよみ）

- eyesの笑ってナイト！（担当:eyes）

- MiのPaPaPaParty（担当:Mi）

- 神田朱未のBitter Sweet Friday（担当:神田朱未）

- 東京サザーランド（担当:サザーランド）

ロックバンド「サザーランド」が毎回テーマを決めてトークを繰り広げる。
- 半田塾（担当:半田秀範）

半田秀範が、ビジネスのつぼを鋭く解説する。
- FASCINO GIRL（担当:こばやしまり、鈴木恵美）

モデルならではのファッショントークをする。
- FASCINO TIME（担当:砂央里）

モデルならではのファッショントークをする。
- お台場シーサイドストーリー

東京シーサイドエリアで開催される、イベント情報やトピックスを紹介する。
- シーサイドクラブ（担当:新倉彩子）

お台場にマッチする、最新R&BやHIPHOPを紹介。
- Waiiba Rainbow Night Waiiba Hawaii（担当:渡辺理佳、MADOKA、MIHO、MIWA）

ハワイの最新音楽情報や、ファッション情報、イベント情報などを紹介。

## ネット局
- 2025年2月現在

| 所在地               | 愛称                              | 放送局名                           | 周波数  |
| -------------------- | --------------------------------- | ---------------------------------- | ------- |
| 北海道栗山町         | エフエムくりやま                  | エフエムくりやま                   | 78.8MHz |
| 北海道根室市         | FMねむろ                          | ねむろ市民ラジオ                   | 76.3MHz |
| 北海道稚内市         | エフエムわっぴー                  | エフエムわっかない                 | 76.1MHz |
| 北海道網走市         | FM ABASHIRI                       | LIA                                | 78.7MHz |
| 岩手県花巻市         | FM One                            | えふえむ花巻                       | 78.7MHz |
| 岩手県宮古市         | みやこハーバーラジオ              | 宮古エフエム放送                   | 82.6MHz |
| 宮城県名取市         | なとらじ801                       | エフエムなとり                     | 80.1MHz |
| 秋田県鹿角市         | 鹿角きりたんぽFM                  | 鹿角コミュニティFM                 | 79.1MHz |
| 秋田県大仙市         | FMはなび                          | TMO大曲                            | 87.3MHz |
| 秋田県湯沢市         | FMゆーとぴあ                      | エフエムゆーとぴあ                 | 76.3MHz |
| 山形県長井市         | エフエムい〜じゃん おらんだラジオ | 日本・アルカディア・ネットワーク   | 77.7MHz |
| 茨城県高萩市         | たかはぎFM                        | たかはぎFM                         | 76.8MHz |
| 茨城県大子町         | FMだいご                          | まちの研究室                       | 77.5MHz |
| 茨城県日立市         | FMひたち                          | ひたちエフエム                     | 82.2MHz |
| 栃木県真岡市         | FMもおか                          | エフエム真岡                       | 87.4MHz |
| 栃木県足利市         | FM DAMONO                         | 足利コミュニティFM                 | 88.3MHz |
| 群馬県伊勢崎市       | いせさきFM                        | いせさきFM放送                     | 76.9MHz |
| 群馬県玉村町         | ラヂオななみ                      | エフエム玉村                       | 77.3MHz |
| 群馬県沼田市         | FM OZE                            | 沼田エフエム放送                   | 76.5MHz |
| 群馬県太田市         | FM TARO                           | おおたコミュニティ放送             | 76.7MHz |
| 埼玉県入間市         | FMチャッピー                      | エフエム茶笛                       | 77.7MHz |
| 千葉県八千代市       | ふくろうエフエム                  | ふくろうエフエム                   | 85.8MHz |
| 神奈川県横浜市戸塚区 | エフエム戸塚                      | エフエム戸塚                       | 83.7MHz |
| 神奈川県横浜市中区   | マリンFM                          | 横浜マリンエフエム                 | 86.1MHz |
| 新潟県十日町市       | エフエムとおかまち                | エフエムとおかまち                 | 78.3MHz |
| 新潟県上越市         | FMじょうえつ                      | 上越ケーブルビジョン               | 76.1MHz |
| 新潟県新発田市       | RADIO AGATT                       | エフエムしばた                     | 76.9MHz |
| 新潟県南魚沼市       | FMゆきぐに                        | エフエム雪国                       | 76.2MHz |
| 新潟県柏崎市         | FMピッカラ                        | 柏崎コミュニティ放送               | 76.3MHz |
| 富山県高岡市         | ラジオたかおか                    | ラジオたかおか                     | 76.2MHz |
| 福井県福井市         | 福井街角放送                      | 福井街角放送                       | 77.3MHz |
| 山梨県甲府市         | エフエム甲府                      | エフエム甲府                       | 76.3MHz |
| 山梨県富士吉田市     | エフエムふじごこ                  | エフエム富士五湖                   | 76.8MHz |
| 山梨県北杜市         | エフエム八ヶ岳                    | 八ヶ岳コミュニティ放送             | 82.2MHz |
| 長野県伊那市         | 伊那谷FM                          | 伊那ケーブルテレビジョン           | 86.7MHz |
| 長野県諏訪市         | エルシーブイFM769                 | エルシーブイ                       | 76.9MHz |
| 岐阜県岐阜市         | FMわっち                          | シティエフエムぎふ                 | 78.5MHz |
| 静岡県御殿場市       | 富士山GOGOエフエム ※              | エフエム御殿場                     | 86.3MHz |
| 静岡県静岡市清水区   | マリンパル                        | エフエムしみず                     | 76.3MHz |
| 愛知県蟹江町         | エフエムななみ                    | 西尾張シーエーティーヴィ           | 77.3MHz |
| 愛知県瀬戸市         | Radio SANQ                        | 尾張東部放送                       | 84.5MHz |
| 三重県いなべ市       | いなべエフエム                    | 特定非営利活動法人 いなべエフエム  | 86.1MHz |
| 京都府福知山市       | FM丹波                            | 京都FM丹波放送                     | 79.0MHz |
| 大阪府豊中市         | FM千里                            | 千里ニュータウンFM放送             | 83.7MHz |
| 大阪府八尾市         | やおFM                            | 株式会社八尾タイムズ               | 79.2MHz |
| 兵庫県豊岡市         | FMジャングル                      | エフエムたじま                     | 76.4MHz |
| 鳥取県米子市         | DARAZ FM                          | DARAZコミュニティ放送              | 79.8MHz |
| 島根県出雲市         | エフエムいずも                    | エフエムいずも                     | 80.1MHz |
| 広島県広島市中区     | FMちゅーピー                      | 中国コミュニケーションネットワーク | 76.6MHz |
| 広島県東広島市       | FM東広島                          | FM東広島                           | 89.7MHz |
| 広島県廿日市市       | エフエムはつかいち                | FMはつかいち                       | 76.1MHz |
| 広島県尾道市         | エフエムおのみち79.4              | 尾道エフエム放送                   | 79.4MHz |
| 山口県周南市         | しゅうなんFM                      | エフエム周南                       | 78.4MHz |
| 香川県高松市         | FM81.5                            | エフエム高松コミュニティ放送       | 81.5MHz |
| 香川県坂出市         | FM SUN                            | エフエムサン                       | 76.1MHz |
| 愛媛県新居浜市       | Hello!NEW 新居浜FM                | ハートネットワーク                 | 78.0MHz |
| 福岡県大牟田市       | FMたんと                          | 有明ねっとこむ                     | 79.3MHz |
| 福岡県直方市         | ちょっくらじお                    | つなぐほーむ                       | 86.1MHz |
| 福岡県八女市         | FM YAME                           | FM八女                             | 80.1MHz |
| 長崎県南島原市       | エフエムひまわり                  | ひまわりてれび                     | 87.6MHz |
| 熊本県熊本市中央区   | FM791                             | 熊本シティエフエム                 | 79.1MHz |
| 熊本県小国町         | green pocket                      | エフエム小国                       | 76.5MHz |
| 熊本県天草市         | みつばちラジオ                    | 天草ケーブルネットワーク           | 88.8MHz |
| 熊本県八代市         | かっぱFM                          | エフエムやつしろ                   | 76.5MHz |
| 大分県佐伯市         | エフエム佐伯                      | さいき市民放送                     | 76.3MHz |
| 宮崎県延岡市         | FMのべおか                        | FMのべおか                         | 88.6MHz |
| 宮崎県日向市         | FMひゅうが                        | ケーブルメディアワイワイ           | 76.7MHz |
| 鹿児島県薩摩川内市   | FMさつませんだい                  | 薩摩川内市観光物産協会             | 87.1MHz |
| 沖縄県宮古島市       | エフエムみやこ                    | エフエムみやこ                     | 76.5MHz |

※20:30～20:55のみ放送